# Френдшип (Теннессі)
Френдшип (англ. Friendship) — місто (англ. city) в США, в окрузі Крокетт штату Теннессі. Населення — 613 особи (2020).

## Географія
Френдшип розташований за координатами 35°54′27″ пн. ш. 89°14′27″ зх. д. / 35.90750° пн. ш. 89.24083° зх. д. (35.907377, -89.240795).  За даними Бюро перепису населення США в 2010 році місто мало площу 3,37 км², уся площа — суходіл.

## Демографія
Згідно з переписом 2010 року, у місті мешкало 668 осіб у 256 домогосподарствах у складі 179 родин. Густота населення становила 198 осіб/км².  Було 285 помешкань (85/км²).
Расовий склад населення:
| - 81,0 % — білих - 9,1 % — чорних або афроамериканців - 1,2 % — корінних американців - 7,2 % — осіб інших рас |

До двох чи більше рас належало 1,5 %. Частка іспаномовних становила 10,5 % від усіх жителів.
За віковим діапазоном населення розподілялося таким чином: 27,7 % — особи молодші 18 років, 60,0 % — особи у віці 18—64 років, 12,3 % — особи у віці 65 років та старші. Медіана віку мешканця становила 35,3 року. На 100 осіб жіночої статі у місті припадало 96,5 чоловіків;  на 100 жінок у віці від 18 років та старших — 93,2 чоловіків також старших 18 років.
Середній дохід на одне домашнє господарство  становив 43 902 долари США (медіана — 25 385), а середній дохід на одну сім'ю — 63 989 доларів (медіана — 46 250). Медіана доходів становила 36 875 доларів для чоловіків та 17 308 доларів для жінок. За межею бідності перебувало 27,6 % осіб, у тому числі 36,4 % дітей у віці до 18 років та 25,2 % осіб у віці 65 років та старших.
Цивільне працевлаштоване населення становило 250 осіб. Основні галузі зайнятості: освіта, охорона здоров'я та соціальна допомога — 21,6 %, роздрібна торгівля — 20,8 %, виробництво — 17,6 %, будівництво — 17,6 %.